# پاچاسیونیوک
پاچاسیونیوک (به اسپانیایی: Pachasniyuq) یک کوه در پرو است که در Peru, Huancavelica Region, Huaytará Province واقع شده‌است. پاچاسیونیوک ۴٬۸۰۰ متر بالاتر از سطح دریا واقع شده‌است.